# Cynorta davisi
Cynorta davisi is een hooiwagen uit de familie Cosmetidae.